# 画江湖之不良人
《画江湖之不良人》是一部中国大陆三维武侠动画，由北京若森数字科技有限公司在2014年7月推出，采取每周更新模式，第一部于2015年8月完结，并在2016年7月推出第二部，又與2018年10月推出第三部，2021年4月29日推出第四部，2022年1月20日推出第五季，2023年3月2日推出第六季。2025年推出第七季。該動畫主要讲述了在唐朝末年藩镇割据的背景下，神秘少年李星云与其朋友在险恶的江湖之中闯荡的故事。官方称其为中国首部成人三维武侠连续剧。由该剧改编的同名电视剧也将在2016年9月推出。同时亦有改编同名小说与相应手游。

## 概要

### 设定
动画背景设定在唐朝末年、五代十国时期，天下大乱，藩镇割据，群雄并起。历史中的不良人为主管侦查逮捕的小吏，由不良帅统领。在动画中，不良帅为唐初著名相师袁天罡，在服用长生丹后虽达到长生效果，但容貌尽毁。唐亡后，其将不良人解散，安排在各个地区，把名剑龙泉交于不良人陆佑劫，等待时机以求东山再起。因国库宝藏在黄巢攻下长安后消失，所以民间传说在龙泉剑上隐藏着巨大的秘密。此时江湖上还有朱友珪的玄冥教，李嗣源的通文馆，李茂贞的幻音坊三大势力。整部动画中穿插着黄巢起义、朱温篡位、李氏族诛、友珪弑父、沙陀争霸等著名历史事件。朱温、李克用、李茂贞、李嗣源等历史人物也将纷纷登场。

### 角色
李星云小时候惨遭灭门之祸，与李焕流落江湖。无意间遇见陆佑劫父女，但陆佑劫遭到玄冥教黑白无常追杀。陆佑劫与李焕身死，陆佑劫临死前将李星云与其女陆林轩二人托孤于不良人阳叔子。数年后，李星云与师妹陆林轩下山历练，遇见了神秘组织不良人的缔造者袁天罡（不良帅）及其随从上官云阙，玄冥教五大阎君，通文馆张子凡，幻音坊姬如雪、玄净天、妙成天等人。各大门派的主要人物都有登场。
《画江湖之不良人》主要有不良人、玄冥教、通文馆和幻音坊四大派系，每个派系都有多位人物登场。动画主角为李星云、姬如雪、陆林轩、张子凡等。

#### 主要角色
李星云（配音：边江，演员：郑业成）
身世神秘，天资聪颖，拜在阳叔子门下学艺，拜师八年后携师妹陆林轩行走江湖。
真实身份为唐昭宗第十位皇子，唐哀宗胞弟。從不良帥學會華陽針法和天罡訣，後期更學會龍泉七星訣(一半)，第三季尾最終學會完整的龍泉七星訣。第四季由他大爷，十二峒二峒主李偘教授内功心法——氣经，功力大增。
姬如雪（配音：申秋香，演员：蔡文靜 ）
幻音坊主水云姬的侍女，奉命寻找火灵芝，却遭玄冥教众围攻，而后为李星云所救，心生爱慕。
为了保护李星云被乱箭射死，后被蚩笠用巫蛊之术复活，但成了蚩笠的傀儡。
後期在眾人與侯卿使用泣血錄換掉全身的血，因而擺脫蚩笠的巫蛊之术恢復正常。
陆林轩（配音：阎萌萌，演员：李纯）
不良人陆佑劫独生女，拜在阳叔子门下学艺，与李星云为青梅竹马，後與张子凡兩情相悅。
本身武功不強，後因修得慧明交給的烏柳心訣與青蓮劍歌，實力飛躍成長。
张子凡（配音：赵毅，演員：范世錡）
通文馆少主，李嗣源养子。
平常個性斯文有禮，但酒品不佳，醉酒後會性情大變做出蠢事，酒醒後會忘記醉酒期間發生的事情。
會使用內功治療傷病。早期使用通文馆的武功，後期得知自己是張玄陵的兒子，張玄陵死前將天師府的絕學五雷天心訣展現給张子凡與李嗣源看，张子凡與李嗣源一同學會，但缺少口訣心法不完整使用會被反噬，其後想起口訣心法是自己兒時聽的歌。奉命劫夺李星云所携龙泉剑，后又奉命劫持李星云。事败后救下陆林轩，钟情于陆林轩。因一同與李星云等人經歷各種事，自後與李星云成為最好的摯友。

#### 大唐：不良人
袁天罡（配音：孟宇）
别称“不良帅”，不良人天罡三十六校尉的天魁星，大唐国师，不良人首领，武功深不可测。
虽服用不老仙丹，拥有不老之身；天罡傳中為救被關押的武后，衝入被大火包圍即的宮中牢房，才導致容貌尽毁，只得以面具遮脸示人。第三季結尾自願被李星雲以龍泉寶劍貫穿而亡。
陆佑劫（配音：张震，演员：赵恒）
原为不良人天罡三十六校尉中的天损星，陆林轩的父亲，后隐退江湖。却因身携龙泉，被各派势力追杀。后在与黑白无常交手中，为救林轩，误中常宣灵毒掌，毒发身亡。
阳叔子（配音：孟宇，演员：何绍宏）
原为不良人天罡三十六校尉中的天立星，陆佑劫的结义兄弟，与陆佑劫一同归隐。受陆佑劫所讬，收陆林轩和李星云为徒，为了不让李星云踏入江湖纷争，多年来一直只教授其医术。因为迫于不良帅的压力，允许李星云出山。最后为救重伤的李星云，耗尽功力而亡。
上官云阙（配音：关心）
不良人天罡三十六校尉中的天巧星，娘娘腔。曾经倾心于阳叔子，后来对李星云爱护有加。武功“万花掌”，实力中天位。被姬如雪以及陸林軒稱做「死人妖」，反之，稱呼她們為“狐狸精”和“臭丫頭”。被倾国和倾城戏称“上官云雀”。
第二季与温韬一起寻找李淳风之墓。
第五季因被巴戈的毒蛇咬伤中毒，被控制暗算了李星云，李星云使用华阳针法暂时使上官云阙及其他几位不良人清醒，但无法救治。最终求李星云终结性命，临死前约定来世藏兵谷见。
温韬（配音：张震）
不良人天罡三十六校尉中的天捷星，是不良人在玄冥教的卧底，武功不高，擅长盗墓、寻人及八卦五行，风水定位。人称“盗圣”。协助黑白无常和五大阎君内斗，并将黑白无常带到李星云面前，协助李星云报仇。后携龙泉剑逃离焦兰殿。实为堵不良帅的嘴，携带龙泉剑与上官云阙一起寻找李淳风之墓。
第五季和上官云阙在太原城中寻找龙脉的线索，不料上官被巴戈的毒蛇咬伤、受其控制，温韬赶回通文馆及时制止避免李星云被咬中，和姬如雪会合后交予龙脉的线索，并离开养伤。
与张子凡拜访尸祖降臣帮助李星云复活。第六季结尾与其他不良人参与西宫之战。
镜心魔（配音：杨默）
动画版於第二季登場。李存勖身边一个得宠的伶人，小丑般的面貌，滑稽搞笑。言谈间随时附和李存勖，也替李存勖出谋划策，随李存勖出征。
后率众伶人刺死了李存勖，真实身份为不良人三十六天罡校尉中的天罪星，精通剑法、卜卦和换脸之术。
第五季在总舵中为骆小北等不良人接风，恭送李星云，后参与了守卫太原之战，因为李星云的及时赶到并未出手。第六季与三千院同为李星云（新不良帅）的左膀右臂，在西宫之战拦截李嗣源的士兵。
石瑶（配音：林兰）
在玄冥教中身居高位，易容为孟婆，是冥帝朱友珪的智囊，同时也是朱温安插在朱友珪身边监视他的人。真实身份為大唐不良人天罡三十六校尉中的天佑星，是不良帅安插在玄冥教中的卧底。
朱友珪死后恢复真实容貌，待在朱友贞身边，奉不良帅之命寻找九幽玄天神功秘籍，解开了黑白无常的玄冥血丹余毒。汴州失守后告知王彦章，劝其想好今后的退路。朱友文死后，奉命再次易容孟婆重掌玄冥教，寻找四大尸祖的下落，之后与假李星云、李嗣源结盟，实为不良帅的命令，以假李星云为压力逼迫李星云出山。
段成天（配音：杨默）
不良人天罡三十六校尉的天速星，骆小北的师父，掌握《无声要术》，可在百万军丛中来去自如。于第五季第一集登场，与洛阳其他不良人成员计划刺杀监国李嗣源，刺杀失败后，假意以骆小北为饵，实为阻挡李存礼的追兵、掩护带走不良旗的骆小北逃出洛阳，最终被李存礼杀死。
骆小北（配音：苏尚卿）
洛阳的不良人成员，天速星段成天的弟子，擅长《无声要术》。洛阳不良人刺杀李嗣源失败后，只身带着不良旗逃出洛阳，被姬如雪所救。得知师父以身作饵后悲痛欲绝。在兖州救多闻天和阳炎天后，幸存的兖州不良人认出姬如雪是李星云的爱人，想起洛阳不良人被屠戮之痛而砍伤姬如雪。小北被巴也俘获后，姬如雪舍命相救，因此被姬如雪打动。之后同李星云、姬如雪解开误会，一路同伴相助。太原社火节当晚受李星云指令，在太原城里点燃火药配合李星云恫吓李嗣源的行动，保住了太原百姓。
第六季后便一直伴随李星云（新不良帅）行动。结尾西宫山的决战中，与姬如雪、陆林轩合力击败李存礼。
三千院（配音：卢力峰）
不良人天罡三十六校尉的天藏星，不良人总舵主，袁天罡死后代为统御不良人组织。三千院又被唤作三千面，精通易容术，极少以真面目示人。一直易容为李存礼麾下三大高手之一巴尔。
太原社火节当晚试图趁乱杀死李嗣源，被李星云阻止。后将不良人指挥权和不良帅面具交予李星云，助他在李嗣源和李存礼面前假死，之后一直辅佐李星云（新不良帅）行事。西宫之战时带领不良人拦截企图驰援的外来军队。

#### 大梁：玄冥教
朱温
朱友珪之父，五代十国后梁开国皇帝。生性贪淫残暴，偏爱次子朱友文。后被朱友珪所杀。
张贞娘
後梁皇后，朱友珪的结发妻子，被朱友珪派遣前去监视朱温，后被朱友珪所杀。
朱友珪（配音：林兰）
玄冥教首领，绰号“冥帝”。
朱温的儿子，因跳过九幽玄天神功上篇强行修炼下篇而走火入魔变成侏儒体貌，不得其父朱温喜愛而深懷不滿和怨恨，实力深不可测。第一季结尾被不良帥打敗散去功力，自殺身亡。死时朱友珪的血液解开了朱友文的束缚。
朱友文（配音：张磊）
玄冥教鬼王，朱温次子。身型高大挺拔，武功高强，但因为过于强悍，又不服管教，遭到胞兄朱友珪的嫉恨。某天闭关修炼时遭到朱友珪及徒弟黑白无常的暗算，被囚禁在地牢里。平时露面的朱友文实为朱友珪找的替身，该替身连同朱温、张贞娘一同被朱友珪杀害。
第二季正式登場，掌握了九幽玄天神功的上卷《九幽》，在朱友珪死后被黑白无常放出。在不知情的情况下修炼了黑白无常瞎编的下卷《玄天》，导致功力大减。在乾陵一战中，因中了龍泉寶盒中的苗疆聖蠱而投入岩漿中身亡。
朱友贞（配音：齐斯伽）
动画版於第二季登場。大梁末帝，朱温三子，冥帝身死后在焦兰殿继承大统。性情怪异多变，以自我为中心，治国昏庸无能，嗜赌成性，常以人命来作为赌注，对母亲感情深厚，有恋母情结。心藏童年阴影，幼年时朱友贞就被其父朱温欺压，只能与母亲相依为命、依赖于母亲，母亲被朱温逼死后，从此孤独无依，继位后将其母尸体制成干尸时刻伴随驾前。希望得到传说中龙泉宝藏的不死神药复活母亲。
对石瑶一见钟情，把对母亲的依恋倾注到石瑶身上。虽然早就对石瑶起疑，但始终不愿相信。
曾以潞州百姓的性命，与李星雲做赌注。在母亲的尸身被李星云破坏后，下令杀死李星云和姬如雪。后决定出兵伐歧，甚至不顾王彦章和士兵死活，用“无敌大将军”焚烧潞州城，造成梁岐两国伤亡惨重。在石瑶的建议下藏匿藏兵谷，得知汴州失守后率兵赶回。最终得知石瑶和钟小葵的真实身份后，在众叛亲离下挥剑自尽。
钟馗（配音：山新）
动画版於第二季登場。原名钟馗，大梁末帝朱友贞的近身护卫，实则为朱友文安插在朱友贞身边的卧底。身着一袭红色劲装，少女模样，不苟言笑，眼神凌厉，举止干练。观其相貌，不过十几岁少女模样。曾经不知何因失踪多年，后化名钟小葵接近朱友贞。
第三季，在梁亡后代掌玄冥教主一职，后在孟婆回教时，因不敵孟婆而逃出玄冥教，下落不明。
王彦章（配音：张磊）
动画版於第二季登場。朱友贞手下的武将，面容凶狠，在战场上实力强悍，有一人杀死李存勖手下十六名武将的战绩。在得知汴州失守的消息后，心灰意冷，声称“大梁完了”，手下阵亡后独自一人与晋军对战，英勇牺牲。
黑白無常（常昊靈&常宣靈）（配音：趙毅，禇珺，演员：季晨，马薇）
孟婆的直屬手下，為朱溫手下常進將軍收養的兩名孤兒，於常進戰死沙場後被收編為冥帝手下，自稱常氏兄妹，實無血緣關係。
黑無常為兄常昊靈，性格陰險有心計；白無常為妹常宣靈，言行狂妄張揚。兩者掌裡含有屍毒，對彼此有病態的執著。八年前於青城山殺死陆佑劫和李焕，欲對李星雲和陸林軒痛下殺手，反被趕來相救的陽叔子擊退。後為尋覓龍泉劍而再度和李星雲相會，先後汲取蒋昭义、蒋玄礼、蒋崇德、蒋元信、蒋仁杰的內力。在青城山的决战中被李星云以华阳针法散去内力。
第二季为恢复功力重回朱友文身边，偷得九幽玄天神功的上篇《九幽》，又在朱友珪的身体上找到了下篇《玄天》，修炼完后实力已到大天位。朱友文死后，于第三季重回孟婆手下重组玄冥教，寻找四大尸祖的下落。
第六季传授李嗣源功法，让李嗣源得以吸尽李星云的至阳至纯内力。
杨淼（配音：路知行）
玄冥教水火判官之一，阴沉似水。武功“玄阴神功”。真實身分為朱温派去玄冥教监视朱友珪的臥底。后被孟婆囚禁。第二季被钟小葵放出，为朱友贞效力。朱友贞自尽后重回玄冥教。第三季被黑无常吸干内力成为干尸而死。
杨焱（配音：齐斯伽）
玄冥教水火判官之一，性如烈火。武功“伏阳神功”。真實身分為朱温派去玄冥教监视朱友珪的臥底。后被孟婆囚禁。第二季被钟小葵放出，为朱友贞效力。朱友贞自尽后重回玄冥教。第三季被白无常吸干内力成为干尸而死。
蒋仁杰（配音：张震）
五大阎君之首，名号“仁圣阎君”，为人沉稳干练，足智多谋。武功“金锋掌”，实力大星位（接近小天位）。灭唐时曾杀死唐昭宗李晔。最后被黑白无常暗害致死。
蒋崇德
五大阎君排行老二，名号“崇圣阎君”，沉默寡言，对蒋仁杰忠心耿耿。武功“玄冰掌”。灭唐时曾杀死唐昭宗李晔。得知蒋昭义被害真相后，寻找黑白无常复仇，却被黑无常吸尽内力而亡。
蒋玄礼
五大阎君排行老三，名号“玄圣阎君”，刚愎自用，贪淫好色。武功“黑龙拳”。灭唐时曾杀死唐昭宗李晔。在剑庐前被张子凡的晋星刺击杀。死后，黑白无常将其尸体吸干内力。
蒋元信
五大阎君排行老四，名号“元圣阎君”，急脾气，好色。武功“撼山拳”。灭唐时曾杀死唐昭宗李晔。得知蒋昭义被害真相后，寻找黑白无常复仇，却被白无常吸尽内力而亡。
蒋昭义
五大阎君排行老五，名号“昭圣阎君”，脾气暴烈，极易动怒。武功“炎龙掌”。灭唐时曾杀死唐昭宗李晔。在李星云一行人动身时，受黑白无常挑唆，率领教众前去捉拿李星云，被李星云打成重伤。撤退后，被黑白无常吸干了内力而死，成为无常与阎君内斗的导火索。
四大尸祖
四大尸祖是第三部现身的人物，其武功实力堪比冥帝朱友珪。四大尸祖与冥帝合力创建玄冥教，此后离开了玄冥教。而四大尸祖离开后各自做着与以殡葬相关的职业，无人知晓他们具体隐居在哪里。
侯卿（配音：王凯）
外号“血染河山”，职业为赶尸人，创作灵感可能来自于湘西赶尸这一职业。鲜有人知，神秘莫测。能够灵活自如的控制死尸，修炼有绝技“泣血录”，可以通过换血保持青春常在，但修炼泣血录的代价是皮肤不得直接沾染鲜血。注重外貌，说话方式比较雷人。一旦感兴趣的事情无论如何都会去做。与万毒窟颇有渊源，拜蚩梦为师学习御蛊术，初有成绩，并与蚩梦同行解救姬如雪。武器是藏有泣血录的油纸伞、骨笛。
第四季中救出了被万毒窟围攻的李星云等人，并肩作战。第五季让极乐和本人找到姬如雪和骆小北并为骆小北治腿伤。一直躲避阿姐的追杀。在通文馆引蛊协助姬如雪和骆小北救出上饶。第六季西宫之战时，与其他尸祖一同堵截企图驰援的外来军队。
焊魃（配音：杨默）
外号“赤地千里”，职业为扎彩匠，创作灵感来自于殡葬业中扎纸人这一行当，面貌凶狠但心思细腻善良，倾心于陆林轩。擅长以磷和硝石制作的炸药攻击敌人。因救了吳國上饶公主而被喜歡但本人未察覺。第五季出场时已经和上饶公主成婚，育有一女，但因上饶公主被李嗣源所挟持而被迫制作炸药欲炸毁太原李家龙脉。第六季西宫之战时，与其他尸祖一同堵截企图驰援的外来军队。
萤勾（配音：露西）
外号“冥海无岸”，为尸祖“血染河山”侯卿的姐姐，战力为四大尸祖最强。多年前修炼功法走火入魔生出第二人格阿姐，出走玄冥教为求医消灭第二人格却无他法，于是愤而避世，由阿姐作为主人格控制身体，只有在遭遇危险时萤勾的人格才会苏醒。第五季第四集苏醒将巴也及其手下团灭。侯卿娆疆归来前有朋友胖蚊“小红”陪伴，侯卿归来后学成音律欲与萤勾的唢呐切磋，无意间将“小红”拍死，侯卿因沾血触发泣血录的弱点，而阿姐要侯卿偿命开始追杀侯卿。第六季西宫之战时，与其他尸祖一同堵截企图驰援的外来军队。
降臣（配音：张惠霖）
外号“残尸败蜕”，职业为鬼医手，当年与朱友珪一起创造了九幽玄天神功。早已离开玄冥教。第六季受人之讬，帮助李星云换心复活，将九幽玄天神功上下两册传给了李星云。西宫之战时，与其他尸祖一同堵截企图驰援的外来军队。

#### 晋国：通文馆
李克用（配音：杨默）
动画版於第二季登場。原名朱邪，沙陀族人，唐僖宗李儇赐姓李，后来唐昭宗李晔其为晋王。手下有十三太保，除二太保嫡子李存勖，其余十二人皆为义子。第一季提到其习武成痴，闭关修炼不问政事。功力在十三太保之上。实力深不可测，与蚩离不相上下，仅次于“不良帅”。
因李存忠贪功冒进折损李存孝一事收回李嗣源的圣主令牌，亲自掌管通文馆。第三季与袁天罡翻脸，在和袁天罡的打斗中被李嗣源和蚩笠暗算，被李嗣源拧断脖子而死。
李嗣源（配音：赵述仁）
通文馆圣主，李克用义子，十三太保排行老大。貌似温文尔雅，其实视人命如草芥，野心勃勃，旗下有十字门。因聽聞义父李克用說通文馆的至聖乾坤功與天師府的五雷天心訣可以相輔相成，功力突破，一直想得到五雷天心訣却无果。在天师府和玄冥教混战之际，打伤了张天师张玄陵，抢走了张玄陵的儿子张子凡并收为义子。李星云出山后，便派张子凡暗中接近。
第三季暗算李克用後成为新晋王。在龙泉之地外拿到传国玉玺。第四季中，派手下门主易容成自己与毒公合作，本人则在中原谋划自立监国，冒天子之名举国诛杀不良人，欲摧毀李唐龙脉。第六季被李星云和张子凡联手杀死。
李存勖（配音：王凯，韵白：马磊）
动画版於第二季登場。晋王李克用和曹氏之子，十三太保排行第二。卓尔不群，性情狂傲自负，富有谋略，但喜与伶人厮混，总是戴不同的面具来衬托心情。
后来被困潞州，与朱友贞对阵，称帝后，与伶人唱戏时惨遭镜心魔的伶人杀害。
李嗣昭
动画版於第二季登場。李克用义子，李嗣源親弟，通文馆亚圣，十三太保排行第三。等级在大天位，武功在李嗣源之下。率领其他弟兄常年在外寻找黄巢宝藏，对李嗣源忠心耿耿。
和李嗣源一起返回通文馆寻找张子凡，途中遭到李存忍带领的殇组织围攻。救走身受剧毒而昏倒的李嗣源。在一次战斗中不敌李克用、殇、李存忍、巫王蚩笠的攻击，被巫王控制，最终却被李嗣源杀死，尸体被乌鸦啃烂。
李存仁
通文馆仁字门门主，李克用义子，十字门排行第一，十三太保排行第四。暂未登场。
李存義（配音：汤水雨）
通文馆义字门门主，李克用义子，十字门排行第二，十三太保排行第五。早年就已離開通文馆。与李星云不打不相识，结拜为义兄弟。性格豪爽，跟张子凡有真正的叔侄之情。张子凡的酒量就是在年幼时被李存义给锻炼出来的。
李存礼（配音：彭尧）
通文馆礼字门门主，李克用义子，十三太保排行第六。在李嗣源称监国后担任护国大将军，辅助李嗣源。第六季对战骆小北、姬如雪和陆林轩失败，目前生死不明。
李存智
通文馆智字门门主，李克用义子，十三太保排行第七。暂未登场。
李存信
通文馆信字门门主，李克用义子，十三太保排行第八。暂未登场。
李存忠（配音：关心）
通文馆忠字门门主，李克用义子，十三太保排行第九，武功不高，却极为阴险狡诈，手段凶残，经常与李存孝搭伙做事。武器为晋星刺。与张子凡有些叔侄之情。
因贪功冒进导致李存孝惨死朱友文手中，被李克用施压的李嗣源一刀杀死。
李存孝
通文馆孝字门门主，李克用义子，十三太保排行第十。武功极高，仅次于圣主李嗣源且在十三太保排行第二，外号“天下第一猛士”。寡言少语，心智单纯，对李存忠言听计从。擅长拳击。十分疼爱张子凡这个侄儿。
后惨死于朱友文的九幽玄天神功，尸首被化为灰烬。
李存惠（配音：关心）
动画版於第三季登場。通文馆惠字门门主，李克用义子，十三太保排行十一，为人心狠手辣。自幼被高人封住经脉致双目失明。奉晋王李克用之命去杀李星云。与姬如雪过招后不敌姬如雪被打倒在地，后被李星云杀死。
李存勇（配音：张磊）
动画版於第二季登場。李克用义子，通文馆勇字门门主，十三太保排行第十二。相貌丑陋，天生眼盲，自幼便不受待见。身上背着奇特的弓箭，擅长射箭，不擅长近战。很疼爱张子凡，将其当作亲生儿子一般看待。第二季被李嗣源指派外出去接应张子凡，后为救张子凡被李嗣源的五雷天心诀杀死。
李存忍（配音：林兰）
动画版於第二季登場。李克用义女，通文馆忍字门门主，十三太保排行十三，因脸上全是伤疤，戴着面具。武功不弱于亚圣李嗣昭。经常率领暗杀组织“殇”一起行动。
第三季奉李嗣源命追殺李星云，在任務中李存義揭露因本身並不服從李嗣源而被用毒控制，李存義請求李星云醫治後不用聽令李嗣源不再追殺李星云等人。

#### 岐国：幻音坊
女帝（配音：白雪岑，演員：张静初）
幻音坊女帝，绰号“水云姬”。成立杀手组织幻音坊，用以对抗朱温与李克用。實為真正的歧王李茂贞之妹，在兄長远赴苗疆后，多年来隱藏身分代為治理岐國。第三季從黑白無常手上奪走龍泉寶盒並隱藏起來，後被李茂贞為搶龍泉寶盒而從背後身中一劍受傷。不惜自断心脉摧毁李茂贞给她的殒生蛊，最终被李茂贞和金蚕蛊救活。现已成为名正言顺的歧王。
暗戀李星雲。
李茂贞（配音：陈光）
動畫版於第三季登場。本名宋文通，官封岐王，容貌與女帝相像但多添男子氣概。武功高強，亦會蠱毒之術。16年前為尋找可以解開龍泉寶藏的方法而出走岐國。登場時為異色瞳，身上有十二峒的刺青，後期被發現是為修練十二峒密法「殞生蠱」，修得者眼睛會便為異色亦會變得不死，唯有殺了修得者的殞生蠱才會死。
朱雀门之约中现身，出手阻止女帝攻击假李星云。在幻音坊里为夺走龙泉宝盒刺伤女帝，悄悄将殒生蛊放入女帝体内。被察觉这一点的女帝自断心脉杀死殒生蛊，最终为救女帝散尽功力而死。
梵音天（配音：阎萌萌）
梵音圣姬，幻音坊九天圣姬之一。性感妖媚，曾捉到李星云和姬如雪，后被上官云阙救走。第二季姬如雪被乱箭射死后跟女帝与其他圣姬营救李星云。第三季跟随女帝追捕黑白无常，夺得龙泉宝盒后，被黑无常诱骗打开宝盒，中了里面的苗疆圣蛊，在幻境中见到女帝和众圣姬战死沙场心灰意冷，自杀而死。
玄净天（配音：四刀辉彰）
玄净圣姬，幻音坊九天圣姬之一，妙成天的妹妹，以弓箭为武器。被女帝派遣前往服侍李星云。第二季姬如雪被乱箭射死后跟女帝与其他圣姬营救李星云。第三季朱雀门之约与女帝和众圣姬救下李星云。
第五季奉女帝之命，救援被李嗣源追杀的不良人。
第六季与妙成天、广目天迎战漠北高手，结尾参与西宫之战。
妙成天（配音：四刀辉彰）
妙成圣姬，幻音坊九天圣姬之一，玄净天的姐姐，天生绝脉导致不能运功，武器为玄天伞。被女帝派遣前往服侍李星云。第二季姬如雪被乱箭射死后跟女帝与其他圣姬营救走李星云。
第三季跟随女帝追捕黑白无常，夺得龙泉宝盒后，目睹梵音天中了盒内的苗疆圣蛊而自杀，情急之下看了宝盒，正要自杀时被女帝打晕，昏迷不醒。
第五季奉女帝之命，救援被李嗣源追杀的不良人。
第六季女帝身陷漠北大营时，暂时领导幻音坊与新不良帅交涉，迎战漠北高手，结尾参与西宫之战。
多闻天（配音：阎萌萌(第三季)，曹一茜(第五季)，路熙然(第六季)）
多闻圣姬，幻音坊九天圣姬之一，为人娇媚，姿色出众。武器为两把绿色的扇子。第二季姬如雪被乱箭射死后跟女帝与其他圣姬营救李星云。第三季跟随女帝和广目天前往藏兵阁见袁天罡，朱雀门之约与女帝和众圣姬救下李星云。
第五季奉女帝之命，救援被李嗣源追杀的不良人，在兖州城遭女典獄欺騙被擒，即將行刑時被姬如雪所救。
第六季结尾参与西宫之战。
广目天（配音：林兰(第三季)，刘瀚泽(第六季)）
广目圣姬，幻音坊九天圣姬之一。聪明绝顶，姿色美貌。第二季姬如雪被乱箭射死后跟女帝与其他圣姬营救李星云。第三季跟随女帝和多闻天前往藏兵阁见袁天罡，朱雀门之约与女帝和众圣姬救下李星云。
第五季奉女帝之命，救援被李嗣源追杀的不良人。
第六季与妙成天、玄净天迎战漠北高手，结尾参与西宫之战。
阳炎天（配音：赵梦娇(第三季) 、褚珺(第四季)）
阳炎圣姬，幻音坊九天圣姬之一，高贵冷艳，绝世美女。第二季姬如雪被乱箭射死后跟女帝与其他圣姬营救李星云。第三季朱雀门之约与女帝和众圣姬救下李星云。
第五季奉女帝之命，救援被李嗣源追杀的不良人，在兖州城遭女典獄欺騙被擒，即將行刑時被姬如雪所救。
第六季结尾参与西宫之战。

#### 天师府
张玄陵（配音：赵述仁）
龙虎山天师府崇玄真人、张天师。張子凡之父。贪杯好色，武功卓绝，常常将“绝非人间凡品”挂在嘴边，跟儿子一样酒品不佳。
被李嗣源打落悬崖后患失心疯，再與李嗣源對戰後想起自己是誰，因李嗣源以张子凡為人質要求交出五雷天心訣並被打成重傷，凭着最后一口气，将天师府交给了张子凡，便去世了。
許幻（配音：褚珺）
天师府祭酒真人，為张玄陵之妻、張子凡之母，张玄陵失蹤後代為治理天师府。

#### 万毒窟
蚩笠（配音：宣晓鸣）
动画版於第二季登場。原是不良人天罡三十六校尉中的天孤星，后成为苗疆十万大山万毒窟的巫王(毒公)，蚩离的胞哥，尤川的义父，擅长巫蛊之术的毒術，实力深不可测，连威震天下的李克用也得给他面子。
第四季为修炼十二峒秘传的兵神怪坛不惜将自己的五感祭献给白蛇蛊虫，后行动缓慢，只能依靠拐杖移动，守在万毒窟的兵神怪坛全被李星云消灭后，对蚩梦下了双生瘴，二人同生共死，蚩梦为替父母报仇，还娆疆安宁，不顾自身安慰，毅然决然斩掉白蛇蛊虫的头，蚩笠随即死亡。
蚩离（配音：张磊，赵毅(少年)）
动画版於第四季登場。原是不良人天罡三十六校尉中的天伤星，万毒窟首领蛊王(虺王)，蚩梦的父亲。擅长蛊毒之术的蟲術。实力深不可测，与李克用不相上下，仅次于“不良帅”。第四季因与大哥理念不同，被蚩笠在端午节绑在街头下了枯落术，受尽折磨。后被李星云一行人救下，来到死溪林由妻子鲜参治伤。离开死溪林后与练成兵神怪坛的蚩笠决战，不敌而逃离御虫场，在山崖间，为给李星云一行人逃跑争取时间，夫妻二人连同四张老一同使用毕生所学虫术拖住兵神怪坛，壮烈牺牲。
蚩梦（配音：赵梦娇）
动画版於第二季登場。蚩离和鲜参的女兒，说得一口流利滇北普通话，但一路向中原进发，吸收了沿途的方言，有着自己独特的说话腔调。期间遇到李星云对其施下蛊毒并胁迫寻找不良帅。
与李星云前往寻找张子凡的途中，遇见通文馆晋王李克用。见陆林轩和李星云被殇抓住后解救二人亦揭露其實是万毒窟聖女。疑似为了救某人才去找不良帅。对李星云下蝴蝶蛊，逼迫李星云娶她为妻。潞州休息，并谈起姬如雪。抵达汴州，看见王彦章亲手将“无敌大将军”推入悬崖。被李星云带入汴州城，遇到黑白无常。後李星云等人得知蚩梦要救的人是父亲，其父蚩离遭到蚩笠軟禁。與李星云一同結伴旅行萌生情愫而喜歡上李星云。
第三季因李星云想解救姬如雪而不想蚩梦一起遭遇危險並趕走她，意外中侯卿想學蛊術而拜其為師，因緣與李星云再相遇並了解趕走她的真相言歸於好，將解救姬如雪的任務交於侯後獨自踏上旅途。
第四季为了寻找蚩离下落、反抗蚩笠政权而不断奔走，在李星云等人和十二峒的帮助下，一路过关斩将，与父母重逢，后因蚩笠练成兵神怪坛大军，且一路追杀主角团众人，被迫与父母生离死别。独身前往已经将自己变成兵神怪坛的李星云与蚩笠的决战现场助阵，并与李星云联手击杀蚩笠，在被蚩笠下了致死的双生障后，拉着李星云到崖边独处并深情告白，因五感皆失处于濒死状态，在李星云吃下情蛊后知晓了李星云对她的真实心意，之后缓缓闭上眼睛。被姬如雪用了十二峒二峒主李偘赠予的可以解除双生瘴的大蜗牛救活。
现已告别李星云等人，将苗疆若干大小势力收纳，成为万毒窟新一任首领。
尤川（配音：惠龙）
动画版於第三季登場。万毒窟少祀官，蚩笠的义子，与蚩梦青梅竹马，性格沉稳，隐忍顾全大局，忠于巫王蚩笠。
白色头发，平时戴鬼面具，身边跟着一只名为“小灰”的老鹰。暗器为黑色羽毛镖，内力深不可测。
前期因为蚩笠的利用挑唆，误认为蚩离懦弱无法守护万毒窟，和蚩笠一同囚禁蚩离，也因此被蚩梦敌视和误会。经常暗中守护帮助蚩梦，因蚩梦多次违背蚩笠的命令被蚩笠砍下左臂。最终认清蚩笠的野心，离开了万毒窟，帮助李星云等人。发现蚩笠给自己下毒后离开李星云等人，孤身与蚩笠对质，最终被擒并制成兵神怪坛，后在十二峒的帮助下恢复正常。
鲜参（配音：赵梦娇）
动画版於第四季登場。十二峒圣女，万毒窟虺王蚩离的妻子，蚩梦的母亲。年轻时和蚩离相识相爱，后因帮助蚩笠、蚩离兄弟二人进入十二峒学习兵神怪坛禁法，违背了十二峒“避世”的守则，被十二峒放逐至死溪林，功力不凡，内力位居大天位巅峰。尤擅御蛊，发动蛊术时老鼠铺天盖地，威力巨大。十二峒峒主中传承鼠(十二峒主对应十二生肖)，且蚩梦的金蚕蛊也是她给的。
进入死溪林不久后生下蚩梦，并御鼠将蚩梦交给其父亲蚩离。之后一直在死溪林中生活。
虺王恢复之后前去十二峒面见二峒主李偘，寻求他解决兵神怪坛出世的危机，在得到李偘没有任何人会因她离开死溪林而死的承诺之后离开死溪林帮助李星云等人。后和蚩离掩护李星云和蚩梦撤退，将蚩梦托付给了李星云后，与蚩离等人大战蚩笠的兵神怪坛大军，最终壮烈牺牲。

#### 天山剑派
凌霄子
动画版於第二季登場。天山剑派掌门。天山铸剑阁首领。会使用天山剑阵。与袁天罡、李星云、蚩梦对决过，但失败了，曾困住过不良帅五天五夜。

#### 契丹族
耶律阿保機
耶律剌葛、耶律塔不煙、耶律塔不花的哥哥。原是契丹族迭剌部的首領，後被弟弟耶律剌葛奪權篡位，一路被追殺，幸得李星雲和張子凡等人相救，与李星云、張子凡結拜為異性兄弟。化名「劉億」。同時還是天山劍派的弟子，凌霄子的同門。之後返回契丹，擊敗耶律剌葛重新奪回王位。第三季的朱雀门之约中，率领契丹族人为李星云助阵。
第六季已知耶律阿保機因疾病而死，契丹陷入內亂的局勢，但在第十集中得知阿保機的真正死因是被其妻子述裏朵用毒藥殺害。
耶律剌葛
桀骜不驯，李嗣昭的朋友。一路追杀兄长耶律阿保機。应李嗣昭相求出兵相助李嗣源。
倾国/倾城（配音：赵毅/关心）
本名耶律塔不煙、耶律塔不花。双胞胎姊妹，相貌丑陋，武功奇高。實為契丹的公主，耶律阿保機、耶律剌葛的妹妹。
自称张子凡妻室，也是張子凡最懼怕的人。
述里朵（配音：李世荣）
耶律阿保机之妻，漠北王后，集雍容与果敢于一身，阿保机逝世后漠北势力的实际掌权者。
耶律尧光（配音：魏超）
耶律阿保机与述里朵之子，漠北大元帅，骁勇善战，为人正直光明磊落。
耶律质舞（配音：李诗萌）
耶律阿保机与述里朵之女，漠北高手，自幼天赋异稟、被当作下任大祭司候选人重点培养，实力强悍莫测，为人却略显天真单纯。
世里奇香（配音：贺文潇）
漠北三大高手之一，自小便是述里朵的侍女兼护卫。擅使一手双刃，常在另外两大高手所放出的致幻烟雾下，利用偷袭的手段击杀敌人，个人战力一般。
大贺枫（配音：张磊）
漠北三大高手之一，身形佝偻，自身武功一般，使擅使幻术，使人在幻术中无法辨别真假、五感尽失。原计划利用幻境杀死不良帅（李星云）并救回耶律尧光，却被姬如雪破除幻境，释放幻术也被李星云破解，最终被李星云击杀。
遥辇弟弟（配音：李璐）
漠北三大高手之一，大贺枫亲弟，力大无穷，性格凶残暴力。手持八尺瘴雾角，可配合大贺枫所制剧毒释放大范围毒雾，所至之处寸草不生。

#### 達摩寺院
慧觉（配音：杨默）
达摩院长老，慧明的弟弟。在凤翔府为李星云等人解开佛衣百纳所暗藏的秘密并收走该佛衣，期间向李星云唠叨的几句便离开了。
慧明
於第二季登場。伽椰寺僧人，慧觉的哥哥，不良人天罡三十六校尉的天慧星，人称慧四郎。皈依佛门，隐居在伽椰寺。曾经是不良人的一员，不知何原因落发为僧，一出场便拯救了李星云等人，期间向李星云透露佛一百纳的秘密只有达摩院慧觉长老知晓，最后交给陆林轩《乌柳心诀》，并提醒陆林轩不可与青莲剑歌的最后一招惊虹所匹配，否则万劫不复。

#### 其他角色
陸吉
江湖人士，陆佑劫的下人，因陆佑劫携带龙泉剑与其有关，被白无常偷袭致死。
本人（配音：关心）
扶桑浪人，身高不到五尺。
口頭禪為「我日～」
李焕（配音：赵述仁）
大唐内臣，年轻时闯荡江湖。衰老时以掉包计救走被五大阎君下令自焚的李星云。并与其流落江湖，为保护李星云被白无常的灵锋刺所杀。
常进
朱温手下将军，多年前相继收养孤儿常昊灵和常宣灵，收为弟子传授武艺，并以二人随自己“常姓”。

## 制作
《画江湖之不良人》的编剧团队继承自《侠岚》，在进行故事创作时参考了《旧唐书》、《新唐书》以及《残唐五代史演义》中的掌故。主角李星云是一个基于史实的基础上虚构的人物，因为唐昭宗李晔的后代除了后来的唐哀帝李祚外历史并无过多介绍，所以团队虚构出了唐昭宗的第十子，李祚的胞弟——李星云。角色黑白无常的灵感则来自于中国传统文化中的黑白无常，制作初期设计为双胞胎兄弟，后改为兄妹（非亲兄妹）。配音演员大部分来自北京电影学院2003级表演系配音班的毕业生。

## 反响
截至2015年9月，《画江湖之不良人》在中国大陆全网总播放量超过11亿，其中腾讯视频以3.36亿播放量行业领跑。YouTube亦有超过80万的点击量。

## 網絡劇
- 2016年播出同名改編的真人網絡劇《画江湖之不良人》